# Setra
Pour l’article homonyme, voir Service d'études sur les transports, les routes et leurs aménagements.
Setra est un constructeur allemand d'autocars et d'autobus. L'entreprise a été fondée en 1950 à Ulm, en Bade-Wurtemberg par Karl Kässbohrer. Elle est aujourd'hui une filiale de Mercedes-Benz Group.

## Historique
Le nom Setra vient du mot allemand Selbsttragend (autoportant). Cela faisait référence à la construction des autocars dans les années 1950, l'époque où les concurrents utilisaient des caisses et des châssis séparés (souvent fabriqués par des sociétés différentes). Il est aussi possible que cette contraction ait été choisie parce que le nom était plus facile pour l'export que le nom Kässbohrer. Mais la dénomination officielle de l'entreprise jusqu'en 1995 fut Kässbohrer-Setra. Cette année-là, face à des difficultés économiques, l'entreprise fut rachetée par Daimler Benz et intégrée dans la filiale autobus et autocars du groupe allemand EvoBus.
Setra produisait aussi des fusils pneumatiques entre 1960 et 1980.
En France, l'usine de Ligny-en-Barrois (Meuse) assemble certains véhicules Setra (depuis la Série 200) destinés au marché français.

### Évolution du logo

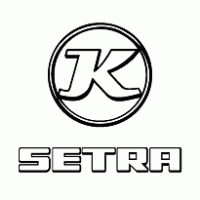
Logo ancien
Logo plus récent

## Les véhicules

### Comprendre les dénominations
Tous les modèles suivent le même schéma de nommage : d'abord un "S" (parfois un Ü), suivi de 3 chiffres puis de l'identifiant de la gamme. Le premier des trois chiffres désigne le numéro de série du modèle, les deux suivants le nombre de rangées de sièges du modèle, excepté pour les modèles de la série 100 qui ne contiennent que le nombre de rangées.
Identification des gammes

| Gammes | Définitions                                                      |
| ------ | ---------------------------------------------------------------- |
| HD     | Plancher haut (Hochdecker)                                       |
| HDH    | Plancher surélevé (Hochdecker Hock)                              |
| NC     | Urbain plancher bas                                              |
| NF     | Plancher bas, bus urbain (Niederfluhr)                           |
| LE     | Plancher bas à l’entrée et plancher haut à l’arrière (Low Entry) |
| UL     | Interurbain (Überland-Linie)                                     |
| SL     | Bus de ville (Stadt-Linie)                                       |
| NR     | Plancher surbaissé régionale                                     |
| RL     | Rational (Interurbain +)                                         |
| HR     | Rational surélevé                                                |
| HRI    | Rational surélevé +                                              |
| HM     | Porte entre les deux essieux                                     |
| GT     | Grand Tourisme                                                   |
| GT-HD  | Grand Tourisme plancher haut                                     |
| HDS    | Très haut, poste de conduite plancher bas (Hochdecker Super)     |
| DT     | Double étage (Doppelstock)                                       |
| G      | Articulé (Gelenke)                                               |

Exemple : le modèle S 416 UL correspond à un véhicule de 4e génération avec 16 rangées de sièges et en configuration interurbaine.

### Les premiers Setra
De 1951 à 1966.
| Modèle | Longueur  | Largeur  | Hauteur  | Capacité  |
| ------ | --------- | -------- | -------- | --------- |
| S 6    | 6 700 mm  | 2 250 mm | 2 630 mm | 25 places |
| S 7    | 7 670 mm  | 2 300 mm | 2 880 mm | 30 places |
| S 8    | 9 300 mm  | 2 400 mm | 2 700 mm | 36 places |
| S 9    | 9 630 mm  | 2 500 mm | 2 975 mm | 48 places |
| S 10   | 10 220 mm | 2 500 mm | 3 000 mm | 53 places |
| S 11   | 10 220 mm | 2 500 mm | 3 000 mm | 58 places |
| S 12   | 11 120 mm | 2 250 mm | 3 080 mm | 51 places |
| S 14   | 12 000 mm | 2 500 mm | 3 080 mm | 59 places |
| S 15   | 12 000 mm | 2 500 mm | 3 080 mm | 63 places |

### Série 100 & 000
La Série 100 & 000 de 1967 à 1984.

### Série 200
La Série 200 de 1976 à 1995.

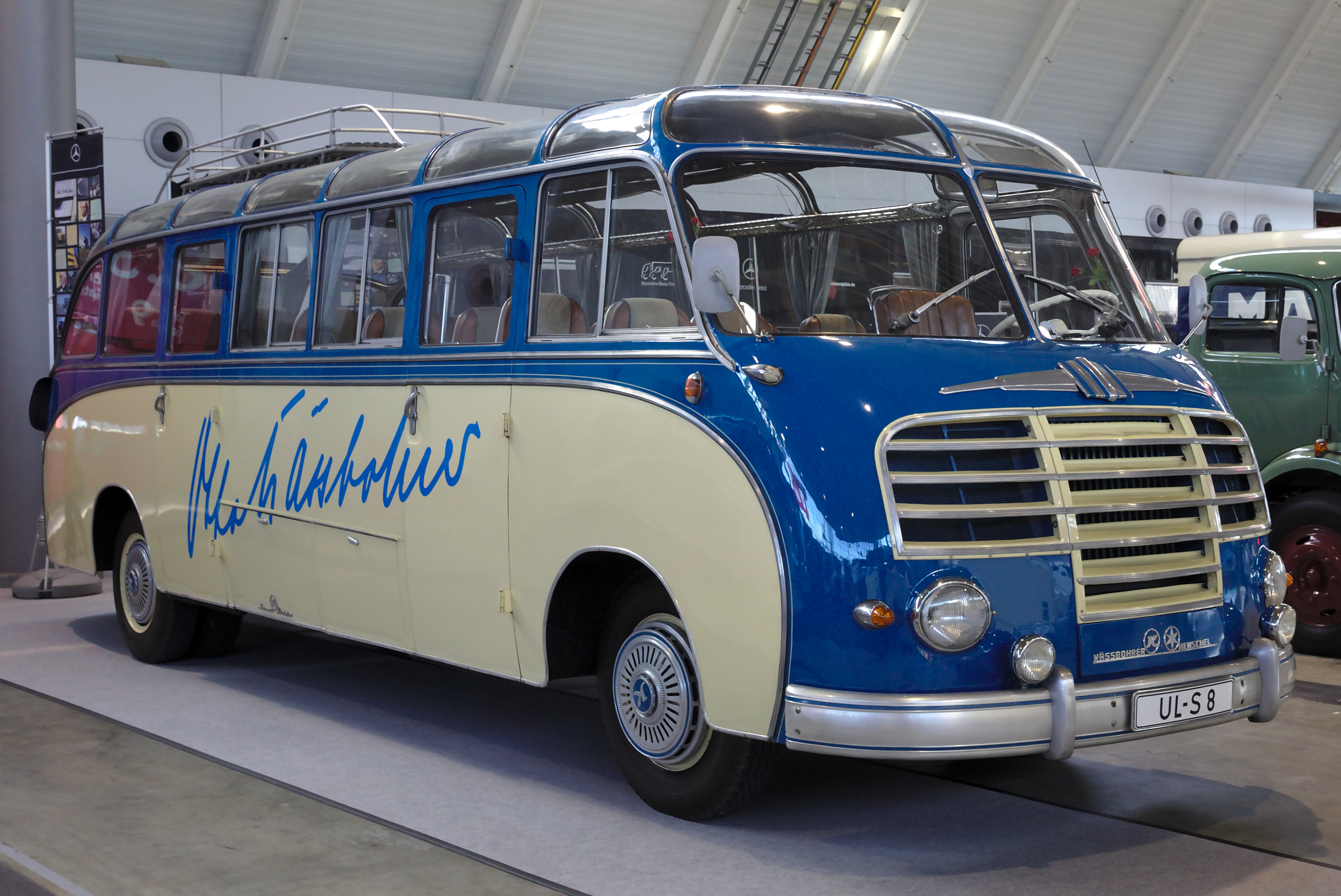
Kässbohrer-Setra S 8, le tout premier véhicule de la marque.
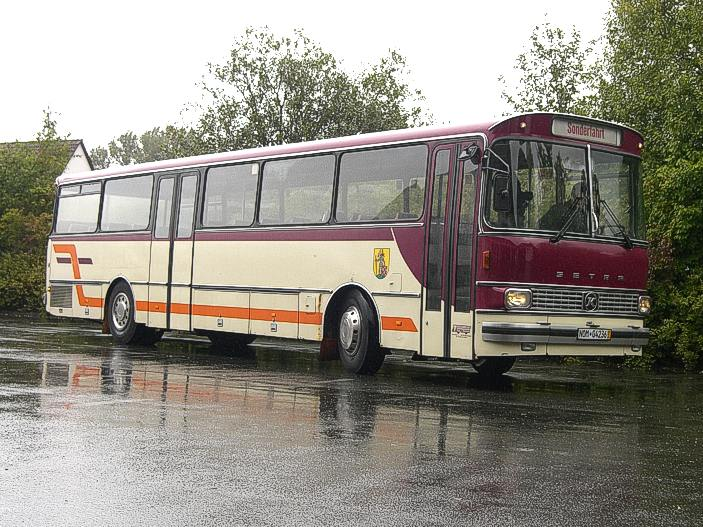
Kässbohrer Setra S 140 ES
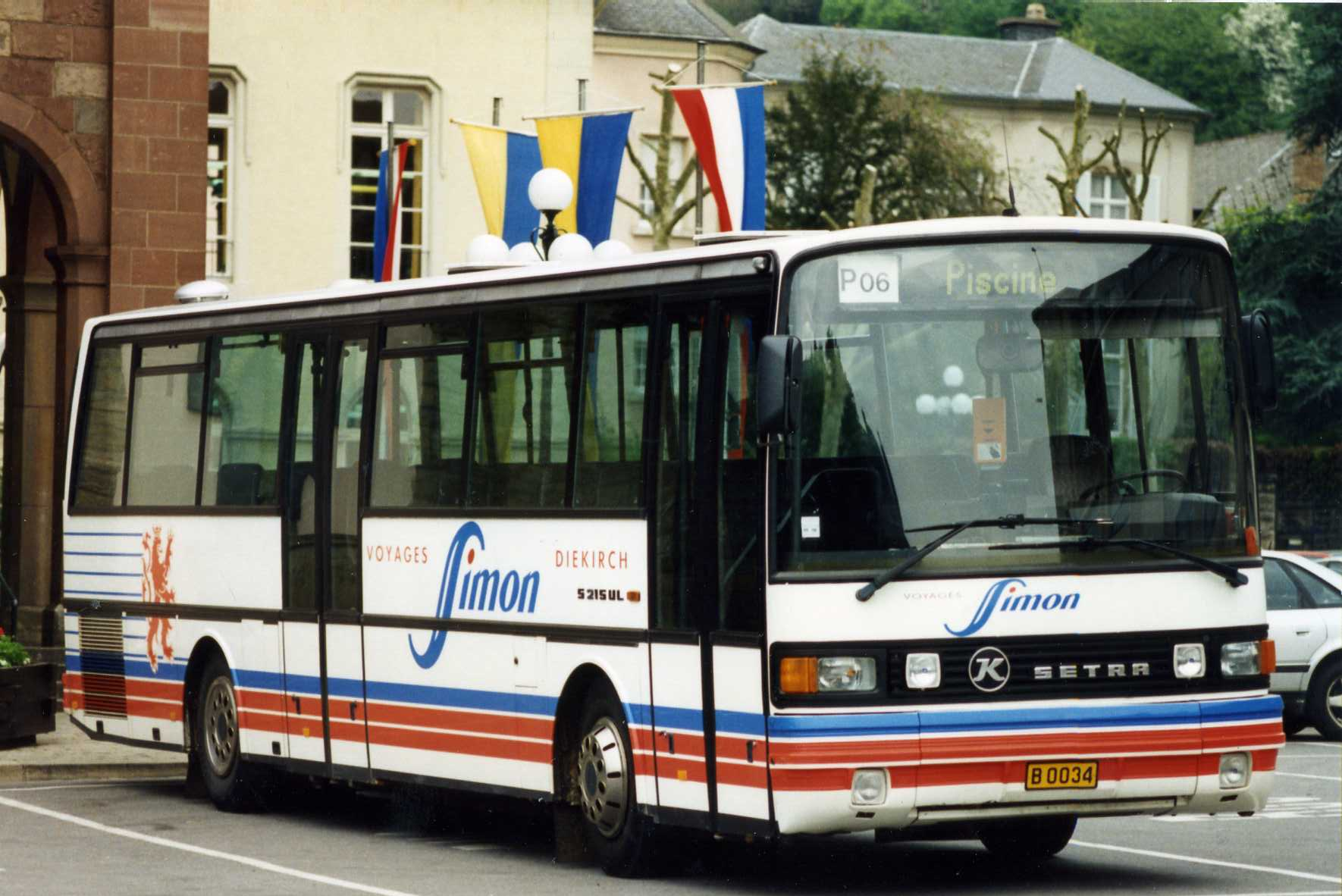
Setra S 215 UL

### Série 300
La Série 300 a été commercialisée de 1991 à 2006. À partir de 2001, elle a été peu à peu remplacée par la Série 400, en commençant par la gamme TopClass.

### Série 400
La Série 400 a été partiellement remplacée par la Série 500 depuis 2012. Elle a été produite à partir de 2001.

### Série 500
La production et commercialisation de la Série 500 commence en 2012, remplaçant la Série 400.

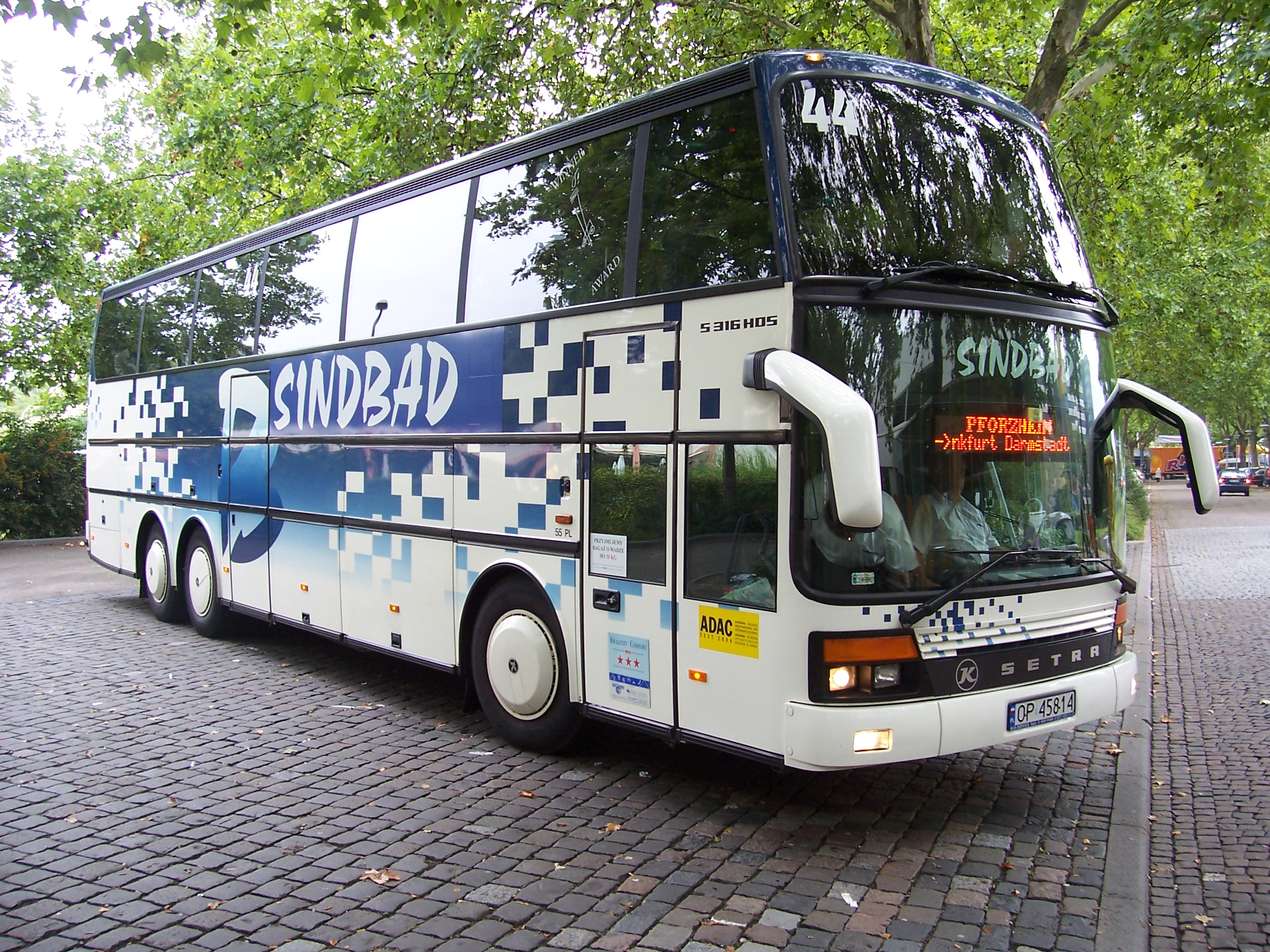
S 316 HDS
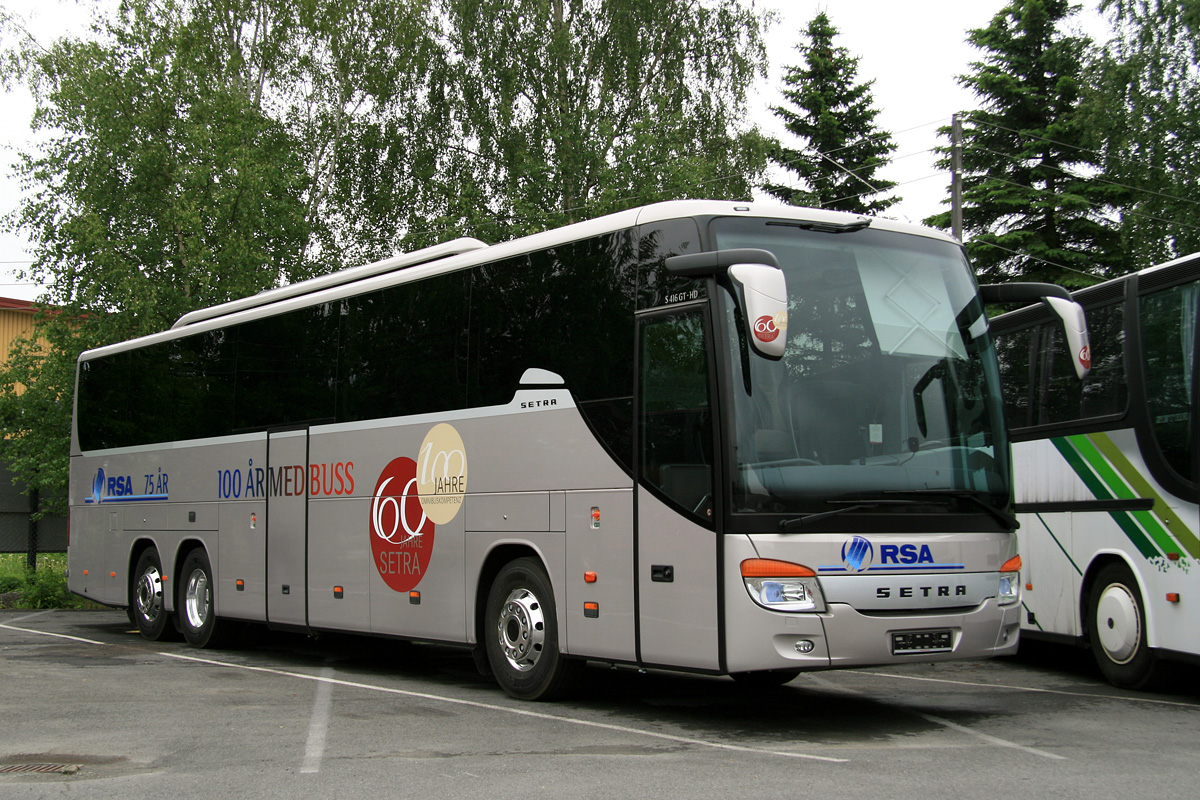
Setra S 416 GT-HD
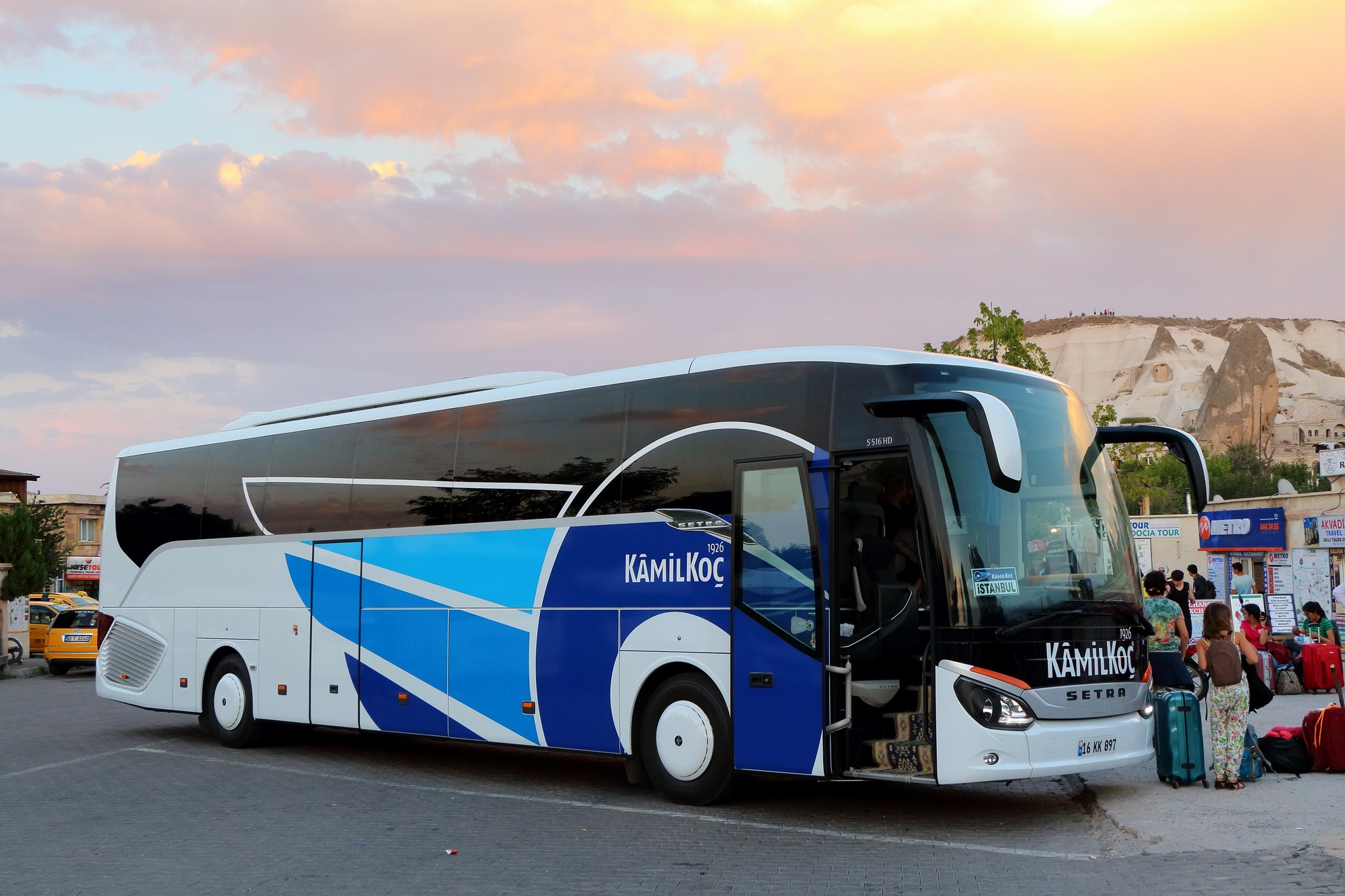
Setra S 516 HD